# Invasions mongoles des Xia occidentaux
Invasion mongole en Chine
Les invasions mongoles des Xia occidentaux sont une série de conflits entre l’Empire mongol et la dynastie des Xia occidentaux, qui est également connue sous le nom d'« Empire tangut » ou « Minya. » Espérant gagner à la fois un important butin et un puissant État vassal, le chef mongol Gengis Khan commence par lancer quelques raids de faible envergure contre les Xia occidentaux avant d'organiser une invasion à grande échelle en 1209. Cette campagne militaire a marqué à la fois la première invasion majeure menée par Genghis et le début de l’invasion mongole de Chine. Malgré un sérieux revers pendant le siège de Yinchuan, la capitale des Xia, quand le fleuve dont le cours a été détourné inonde accidentellement leur camp, les Mongols réussissent à convaincre Shénzōng, l'empereur des Xia, de se rendre en janvier 1210. Pendant près d’une décennie les Xia occidentaux servent les Mongols comme vassaux et les aident dans leur guerre contre les Jin. Mais quand Genghis envahit le territoire de la dynastie des Khwârezm-Shahs en 1219, les Xia occidentaux tentent de rompre avec les Mongols et de s’allier avec les dynasties Jin et Song. Irrité par cette trahison, Gengis Khan lance en 1225 une deuxième expédition contre les Xia occidentaux pour les punir en détruisant leur État et leur culture. Ainsi, lors de sa campagne, il détruit systématiquement les champs cultivés et les villes des Xia occidentaux, l'invasion atteignant son paroxysme avec le siège de la capitale en 1227, qui est couplé à des incursions dans le territoire des Jin. Vers la fin du siège, en août 1227, Genghis Khan meurt d’une cause incertaine, certains récits affirmant qu’il fut tué au combat contre les Xia occidentaux. Après sa mort, Yinchuan tombe aux mains des Mongols et la plus grande partie de la population de la ville est massacrée.

## Situation avant l'invasion
La dynastie des Xia occidentaux, ou "Xi-Xia", ou "Empire tangoute", ou "Minya", est fondée en 1038, lorsque Li Yuanhao donne à la capitale de l'État tangoute le nom de Xingqing et se proclame empereur. Le territoire dominé par les Xia correspond approximativement aux actuelles provinces chinoises du Nord-Ouest de Ningxia et du Gansu, à l'est de celle de Qinghai, au nord du Shaanxi, au nord-est du Xinjiang, au sud-ouest de la Mongolie-Intérieure et au sud de la Mongolie,,. Étant un État assez petit à l'échelle de la région, les Xia occidentaux ont lutté pour exister face à leurs voisins plus grands et plus puissants, à savoir la dynastie Liao à l’est et au nord-est et la dynastie Song au sud-est. Lorsque la dynastie Jin est fondée en 1115 et se lance dans une guerre qui s’achève par la chute des Liao, les Xia occidentaux acceptent finalement de devenir un État vassal de ce nouvel empire. Comme récompense pour avoir aidé les Jin dans leurs guerres contre les Song, les Xia occidentaux gagnent des milliers de kilomètres carrés de l’ancien territoire de la dynastie chinoise. Cependant, au fil des années les relations entre les Xia occidentaux et les Jin déclinent progressivement.
Lorsque l’empereur Renzong, le quatrième souverain de la dynastie, meurt, c'est l'empereur Huanzong qui monte sur le trône. Dès lors, la puissance des Xia occidentaux commence à décliner. Bien que militairement inférieurs à la dynastie Jin voisine, les Xia occidentaux ont toujours exercé une influence considérable sur les steppes du Nord. Ainsi, la dynastie des Xia occidentaux a souvent accueilli les dirigeants Kéraït déchus, à cause de leurs liens commerciaux étroits avec les steppes et aussi à cause de la possibilité d’utiliser ces réfugiés comme des pions dans les luttes politiques des peuples du plateau de Mongolie. De la fin des années 1190 jusqu'au début de la décennie 1200, Temujin, le futur Gengis Khan, commence à consolider son pouvoir en Mongolie. Après la mort du leader Kéraït Ong Khan en 1203 et à la suite de la naissance du nouvel Empire mongol de Temujin, le chef Kéraït Nilqa Senggum part de Mongolie avec un petit groupe de fidèles et va se réfugier chez les Xia occidentaux. Cet exil est bref, car comme lesdits fidèles se livrent au pillage aux dépens de la population locale, Nilqa Senggum est expulsé du territoire des Xia occidentaux.

## Premiers raids
Malgré cette expulsion rapide, Temujin se sert du fait que son rival Nilga Senggum s'est réfugié un temps chez les Xia comme prétexte pour lancer un raid contre ces derniers en 1205, dans la région d'Edsin,,. Les Mongols pillent les villages frontaliers et un noble Xia local accepte de devenir le vassal des Mongols. Lors d’un raid contre Ganzhou, les Mongols capturent le fils du commandant de la ville. Ce jeune garçon se met au service de ses ravisseurs et prend le nom mongol de Chagaan, avant de gravir les échelons pour devenir commandant de la garde personnelle de Temujin. L’année suivante, en 1206, Temujin est officiellement proclamé Gengis Khan, souverain de tous les Mongols, marquant ainsi le début officiel de l’Empire Mongol. Dans le même temps, Li Anquan tue l'empereur Huanzong lors d'un coup d'état et devient le nouvel empereur des Xia occidentaux sous le nom de Xiangzong. En 1207, Genghis conduit un autre raid dans le territoire des Xia occidentaux, envahit la région d’Ordos et pille Wuhai, la garnison principale de la région du fleuve Jaune, avant de se retirer en 1208,. Après cet ultime raid, Gengis commence à préparer une invasion à grande échelle. En envahissant les Xia occidentaux, il gagnerait ainsi un vassal payant tribut et prendrait le contrôle des routes des caravanes le long de la route de la soie, ce qui augmenterait d'autant les revenus des Mongols. En outre, depuis le territoire des Xia occidentaux, il pourrait lancer des raids contre la dynastie Jin, qui est encore plus riche.

## Première invasion
En 1209, Gengis entreprend sa campagne pour véritablement conquérir les Xia occidentaux. L'empereur Xiangzong demande de l’aide à la dynastie Jin, mais Wanyan Yongji, le nouvel empereur de ces derniers, refuse d’envoyer de l’aide, affirmant que « c'est tout à notre avantage quand nos ennemis s'attaquent les uns les autres. Où se situe le danger pour nous. » Après avoir vaincu à proximité de Wulahai une force menée par Kao Liang-Hui, Gengis prend la ville et fait avancer son armée le long du fleuve Jaune, prenant plusieurs villes sur sa route, jusqu'à ce qu’il atteigne la forteresse de Kiemen, qui garde le seul col des monts Helan permettant d'accéder à Yinchuan, la capitale des Xia,,. La garnison de la forteresse est d'environ 70 000 hommes, auxquels s'ajoutent 50 000 soldats supplémentaires arrivés en renfort. Puissamment défendue, la forteresse s’avère trop difficile à capturer et au bout de deux mois le siège est enfermé dans une impasse. Les Mongols mettent alors au point une ruse et font semblant de battre en retraite. Wei-ming Ling-kung, le chef de la garnison, tombe dans le piège et se lance à la poursuite de l'armée mongole pour tenter de la détruire. Gengis Khan déclenche alors les combats sur un terrain qui lui est favorable et finalement, ce sont les troupes de Ling-kung qui sont détruites facilement,. N'ayant plus aucun obstacle sur sa route, Gengis avance vers la capitale. Bien fortifiée, Yinchuan est défendue par environ 150 000 soldats, soit près de deux fois la taille de l’armée mongole. Comme il s'agit de leur première guerre de siège, les Mongols n’ont pas l’équipement adéquat et l’expérience nécessaire pour prendre la ville et c'est ainsi que le siège commencé en mai en est toujours au même point au mois d'octobre. Gengis tente alors d’inonder la capitale en détournant la rivière et son réseau de canaux d’irrigation vers la ville. Dans un premier temps, sa tactique semble payer et en janvier 1210 une brèche commence à s'ouvrir dans les murs de Yinchuan. Cependant, la digue utilisée pour détourner la rivière craque et l’inondation qui s'ensuit anéantit le camp Mongol, forçant ces derniers à s'installer sur les hauteurs. En dépit de ce revers, les Mongols constituent toujours une menace pour les Xia occidentaux, dont les récoltes sont détruites et qui n'ont aucun secours à espérer de la part des Jin. Finalement, l'empereur Xiangzong décide de se soumettre à l’Empire mongol et pour sceller sa soumission, il donne une fille, Chaka, en mariage à Gengis Khan et offre à ce dernier un tribut sous la forme de chameaux, faucons et tissus.

## Les Xia occidentaux, vassaux des Mongols

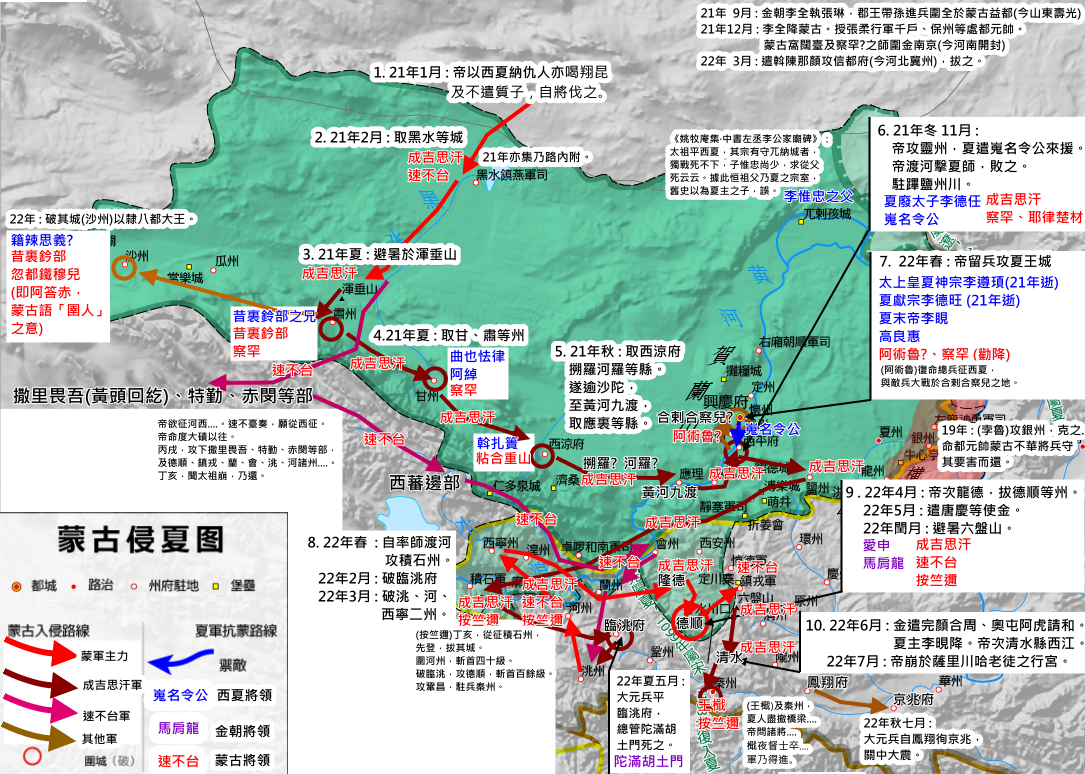
Mouvements de troupes lors des différentes campagnes des Mongols contre les Tangoutes

Dès l'année de leur soumission aux Mongols, les Xia occidentaux attaquent la dynastie Jin, pour punir ces derniers de leur refus de les aider contre les Mongols. L’année suivante, les Mongols rejoignent les Xia occidentaux et lancent une campagne contre les Jin qui va durer 23 ans. La même année Xiangzong abdique, puis meurt. C'est l'empereur Shénzōng qui monte sur le trône des Xia à sa place.
Cependant, même s'ils aident les Mongols dans leur guerre contre les Jin, quand Genghis Khan demande leur aide en 1217 pour ses campagnes d’Asie centrale, les Xia occidentaux refusent d’engager des troupes. En guise d'avertissement les Mongols assiégèrent leur capitale avant de se retirer,. En 1219, Genghis Khan lance une campagne contre le territoire de la dynastie des Khwârezm-Shahs en Asie centrale et demande à nouveau une aide militaire aux Xia occidentaux. L’empereur des Xia et Asha, son commandant militaire, refusent de prendre part à cette campagne, déclarant que si Genghis a trop peu de troupes pour attaquer le Khwarezm, alors il n'a aucune raison de revendiquer le pouvoir suprême,. Furieux, Genghis jure de se venger et part pour envahir le Khwarezm, tandis que les Xia occidentaux tentent de nouer des alliances avec les dynasties Jin et Song contre les Mongols.

## Seconde invasion
Après avoir vaincu les Khwârezm-Shahs en 1221, Genghis prépare ses armées pour punir les Xia occidentaux de leur trahison. Pendant ce temps, l'empereur Shenzong a abdiqué en 1223, laissant son fils, Xianzong, à sa place. En 1225, Gengis Khan passe à l'attaque avec une armée d'environ 180 000 soldats. Après la prise de Khara-Khoto, les Mongols commencent une progression régulière vers le sud. Asha, qui est toujours le commandant des troupes des Xia occidentaux, ne peut pas se permettre de partir à la rencontre des Mongols car cela implique une longue et épuisante marche vers l’ouest au départ de la capitale, Yinchuan, à travers des 500 kilomètres de désert. N'ayant en face d'eux aucune armée pour les affronter en bataille rangée, les Mongols choisissent les meilleures cibles à attaquer et à chaque fois qu'une ville tombe, ils puisent dans le « stock » de prisonniers, transfuges, fournitures et armes qu'ils accumulent pour prendre la suivante. Malgré cela, dans chaque ville les Xia résistent farouchement aux Mongols, ce qui rend furieux Genghis Khan. Il transforme alors cette expédition punitive en guerre d'annihilation et ordonne à ses généraux de détruire systématiquement les garnisons et les villes qui sont prises,,. Deux mois après la prise de Khara-Khoto, les Mongols arrivent environ 300 km au sud de la ville, là où la rivière Etsin atteint les monts Qilian et bifurque vers l’est. Là, Gengis divise son armée en deux et envoie son général Subutai s’occuper des villes situées plus à l’Ouest, tandis que la force principale avance vers le cœur de l’Empire des Xia occidentaux. Le Khan assiège Suzhou, qui tombe après cinq semaines, avant de marcher sur Ganzhou, la ville natale de son général Chagaan. À cette date, le père de Chagaan est toujours le commandant de la garnison de la ville. Chagaan tente donc de négocier avec son père, mais le commandant en second de la ville organise un coup d’État, tue le père de Chagaan et refuse de se rendre. Le siège de la ville dure cinq mois et lorsque Ganzhou tombe, Gengis Khan, qui est alors furieux, menace de se venger sur la population. Chagaan va alors le voir et plaide la cause de sa ville natale auprès de son Khan, qui l'écoute. Finalement, seuls les 35 conspirateurs qui ont tué le père de Chagaan sont exécutés,.
En août 1226, Gengis se rend dans les monts Qilian pour échapper à la chaleur, tandis que ses troupes s’approchent de Wuwei, la deuxième ville la plus importante de l’empire des Xia occidentaux. Comme aucun renfort n'arrive de la capitale, les autorités de Wuwei décident de se rendre pour éviter une destruction certaine. À peu près au même moment, l'empereur Xianzong meurt, laissant le nouvel empereur Mòzhǔ à la tête d'un État en cours d’effondrement, alors que les Mongols approchent de la capitale. À l’automne, Gengis Khan rejoint ses troupes, prend Liangchow, traverse le désert de Helan Shan et met le siège en novembre devant Lingwu, une ville située à peine à 30 kilomètres de Yinchuan,. C'est là, lors de la bataille du fleuve Jaune, que les Xia occidentaux mènent une contre-attaque avec une armée estimée de plus 300 000 soldats et engagent les troupes mongoles le long des berges de la rivière gelée et les réseaux de canaux,. Les Mongols détruisent cette armée, se livrant à un véritable massacre. Selon les chroniques de l'époque, les vainqueurs auraient prétendument compté 300 000 cadavres de soldats des Xia occidentaux après la bataille.
Lorsqu'il arrive à Yinchuan en 1227 Gengis Khan organise le siège de la ville, tout en préparant l'invasion de la dynastie Jin, afin de neutraliser toute menace en les empêchant d'envoyer des renforts aux Xia occidentaux; mais aussi pour ouvrir la voie à une conquête définitive de l’empire des Jin. Gengis envoie une force commandée par son fils Ögedeï et Chagaan en direction de la frontière méridionale des Xia. Là, les Mongols pénètrent dans les territoires situé le long de la rivière Wei et dans le sud du Shaanxi, et vont même jusqu'à envoyer des troupes sur les monts Qinling, pour menacer Kaifeng, la capitale des Jin. Gengis lui-même les rejoint avec Subedai et se dirige au sud-ouest pour attaquer un territoire d'environ 150 kilomètres de large, situé principalement dans les provinces actuelles de Ningxia et du Gansu. Subedai traverse la partie septentrionale des monts Liupan, zigzaguant de ville en ville tout au long des mois de février et mars, pour finir par conquérir la région de Lanzhou et la vallée de la rivière Tao,. Pendant ce temps, Gengis marche vers le sud, en suivant la rivière Qing Shui.
Pendant ce temps, le siège de Yinchuan traine en longueur depuis environ six mois, et comme le Khan est lui-même occupé par le siège de Longde, il envoie Chagaan négocier les conditions de la capitulation de la ville. Assez vite, Chagaan envoie un message au Khan où il explique que l’empereur a accepté de capituler, mais qu’il veut un délai d'un mois pour préparer les cadeaux appropriés,. Gengis accepte, bien qu'il projette en secret de tuer l’empereur. Pendant les négociations de paix, Genghis poursuit ses opérations militaires autour des monts Liupan, près de Guyuan et rejette une offre de paix des Jin, qu'il s'apprête à envahir au niveau de leur frontière avec les Song,. Cependant, en août 1227, Gengis décède d’une cause historiquement incertaine et, pour ne pas compromettre la campagne en cours, sa mort est tenue secrète,. En septembre 1227, l'empereur Mòzhǔ se rend aux Mongols et est rapidement exécuté,, puis Yinchuan est impitoyablement pillée, sa population massacrée et les tombes impériales situées à l’ouest de la ville sont mises à sac, ce qui marque l'achèvement de l'anéantissement total de l’empire des Xia occidentaux,,,.

### Mort de Genghis Khan
En août 1227, Genghis Khan meurt pendant la chute de Yinchuan. La cause exacte de sa mort reste un mystère et fait l'objet de diverses hypothèses : tué au combat par les Xia occidentaux, en tombant de son cheval, de maladie ou des suites de blessures reçues à la chasse ou au combat,,,,. D'après les chroniques de la Galicie-Volhynie, il aurait été tué par les Xia occidentaux durant une bataille, alors que Marco Polo écrit qu’il est mort après l’infection d'une plaie infligée par une flèche lors de sa dernière campagne. Des chroniques mongoles tardives attribuent la mort de Genghis à une princesse des Xia occidentaux prise comme butin de guerre. Une chronique du début du XVIIe siècle rapporte encore que la princesse avait un petit poignard caché sur elle et a poignardé le khan. Cependant, certains auteurs mongols mettent en doute cette version et soupçonnent qu’il s’agisse d’une invention créée de toutes pièces par les Oïrats, des rivaux des Mongols.

## Conséquences

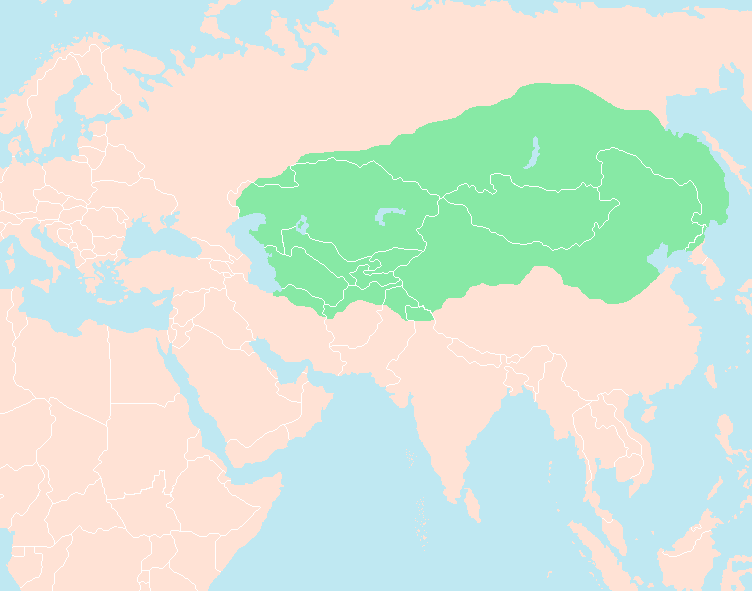
L'Empire Mongol à l'époque de la mort de Genghis Khan, en 1227.

La destruction des Xia occidentaux au cours de la deuxième campagne est presque totale. Selon l'auteur John Man, si les Xia occidentaux sont peu connus en dehors d'un cercle d'experts, c'est précisément à cause de la politique d'élimination complète de Gengis Khan. Toujours selon lui, "Il faut étudier la question de savoir si c’était le premier exemple jamais enregistré de tentative de génocide. C’était certainement un ethnocide très réussi." Cependant, cette destruction n'est pas aussi totale que le désirait le Khan, car certains membres de la famille royale des Xia occidentaux ont émigré vers l’Ouest, au Sichuan, dans le Tibet septentrional, et même peut-être au nord-est de l’Inde, réussissant parfois à devenir des souverains locaux. Un petit État de Xia occidentaux s'établit au Tibet le long du cours supérieur du fleuve Yarlung, tandis que d'autres populations de Xia occidentaux se sont installées dans la zone qui correspond maintenant aux provinces de Henan et du Hebei. On retrouve en Chine des traces des restes des Xia occidentaux jusqu’au milieu de la dynastie Ming.
En dehors de ces quelques maigres survivances, l'Empire mongol a enfin réussi à vaincre les Xia occidentaux, malgré la mort de Gengis Khan. Dès lors, les successeurs de ce dernier se concentrent sur la mise au pas du reste de la Chine. La dynastie Jin, déjà ébranlée par des pertes importantes de terres et de troupes depuis le début de la campagne des Mongols en 1211, s’effondre en 1234. Le Royaume de Dali, situé dans le Sud-Ouest de la Chine, tombe après une invasion en 1253, et la dynastie Song, qui règne sur le Sud de la Chine, se rend en 1279, après plus de quatre décennies d’un conflit commencé en 1235.